# 弗拉多·波帕迪奇
弗拉多·波帕迪奇（羅馬化：Vlado Popadić，1996年4月25日—），黑山男子水球运动员。他曾代表黑山国家队参加2020年夏季奥林匹克运动会水球比赛，结果队伍获得第八名。